# Entomacrodus chapmani
Entomacrodus chapmani är en fiskart som beskrevs av Springer, 1967. Entomacrodus chapmani ingår i släktet Entomacrodus och familjen Blenniidae. Inga underarter finns listade i Catalogue of Life.